# Limneo
Limneo es el nombre de una antigua ciudad griega de Tesalia. Es citada por Tito Livio, que señala que, en el marco de la guerra de los romanos contra Antíoco III el Grande, la ciudad fue tomada por tropas del cónsul romano Manio Acilio junto con las de su aliado Filipo V de Macedonia en el año 191 a. C. Helly considera que debía ser una de las cuatro ciudades principales del distrito de Tesaliótide, junto con Tetonio, Cíero y Metilio.
Se ha sugerido que esta ciudad podría identificarse con los restos arqueológicos hallados en la colina de Strongilovoúni, cerca de Vlojós.